# Annie Edson Taylor
Annie Edson Taylor (Auburn, Nueva York, 24 de octubre de 1838 - Lockport, Nueva York, 29 de abril de 1921) fue una aventurera norteamericana quien a sus 63 años (el 24 de octubre de 1901), se convirtió en la primera persona en saltar dentro de un barril desde las cataratas del Niágara.

## Primeros años
Annie Edson Taylor nació el 24 de octubre de 1838 en Auburn, estado de Nueva York. Fue una de 8 hijos y su padre Merrick Edson quien era propietario de un molino de harina, murió cuando ella tenía 12 años de edad dejándole, a ella y a su familia, el suficiente dinero para que viviesen en forma cómoda.
Estudió para maestra de escuela, etapa en la cual conoció a David Taylor con quien se casó y con quien tuvo un hijo que murió siendo niño. Años más tarde, enviudó y se mudó a Bay City, Míchigan, donde abrió una escuela de danza en la cual era instructora.
Hacia 1890 se mudó a Sault Ste. Marie, Míchigan, donde enseñó música; luego pasa por San Antonio, Texas, hasta llegar a la Ciudad de México, donde intentó encontrar trabajo, empresa en la que fracasó, por lo que tuvo que regresar a Bay City.

## Cataratas del Niágara

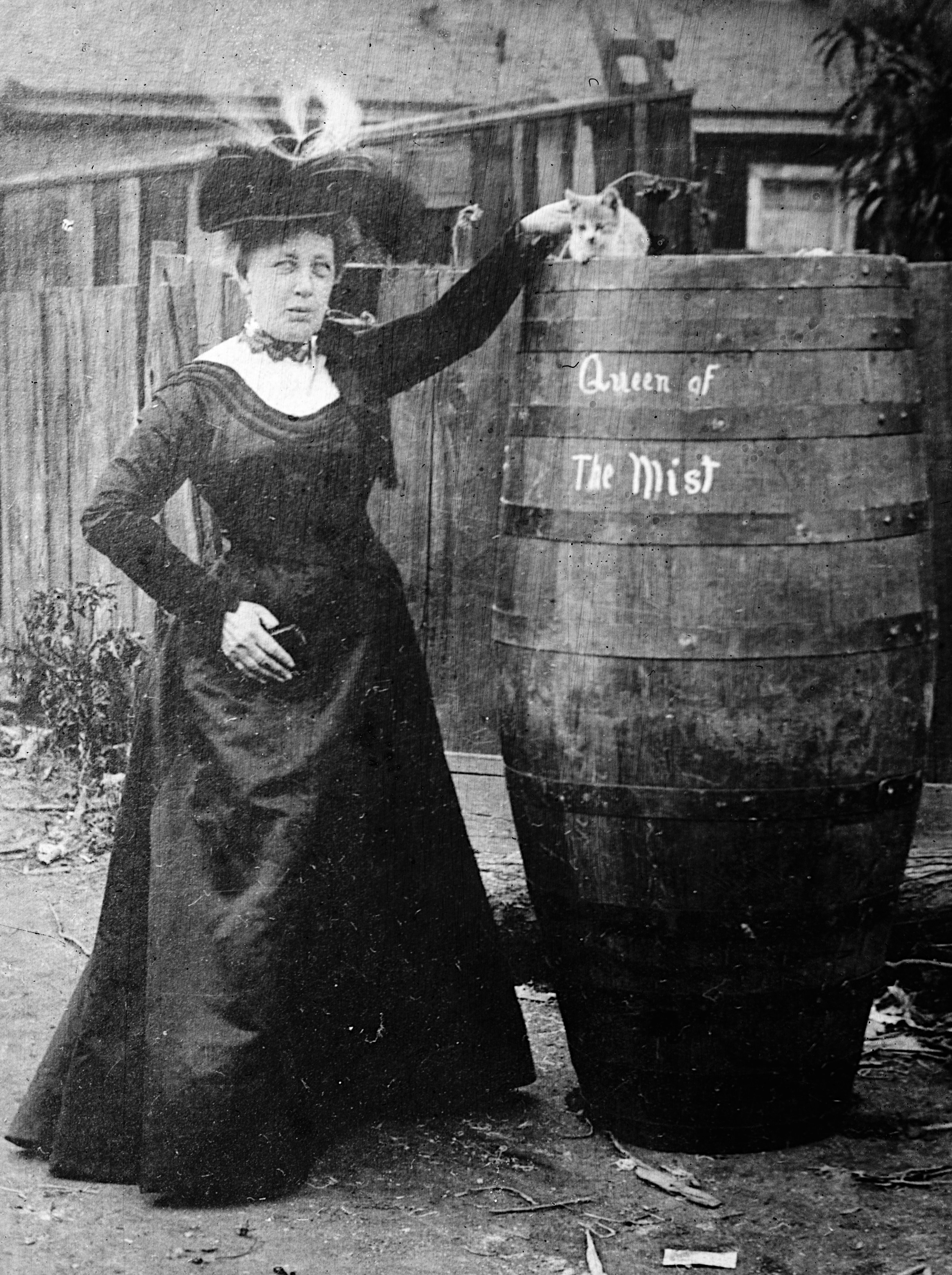
"La reina de la niebla" posando con su barril y su gato.

Deseando asegurar financieramente su vejez y evitar la indigencia, Annie decide convertirse en la primera persona en saltar desde las Cataratas del Niágara dentro de un barril; para ello, Taylor construyó un barril con roble y acero para después rellenar el interior con un colchón.
Hubo muchos contratiempos para la realización de este proyecto, particularmente porque nadie deseaba ser parte de un potencial suicidio; dos días antes de  su intento, un gato doméstico fue lanzado desde la Catarata Horseshoe en su barril para probar la resistencia del mismo y, contrariamente a los rumores de la época, el gato sobrevivió a caída lo que se demostró gracias a una fotografía en la cual ambos posan juntos para la cámara.
El 24 de octubre de 1901, en su 63 cumpleaños, el barril fue subido a un bote de remos y Taylor subió al mismo con su almohada de la buena suerte en forma de corazón. Tras atornillase la tapa, sus amigos inyectaron aire a presión mediante una bomba para neumáticos de bicicleta, tapando luego el orifico con un corcho y dejando el barril a la deriva cerca de la orilla estadounidense al sur de la isla de la Cabra.
La corriente del río Niágara llevó el barril hasta las Horseshoe Falls canadienses, lugar desde el que caen las Cataratas del Niágara. Los rescatadores recogieron su barril poco tiempo después de la caída y al abrirlo, descubrieron a Taylor con vida y sin mayores daños a excepción de un pequeño rasguño en la cabeza.
El viaje en sí no duró más de 20 minutos pero pasó algo más de tiempo antes de que el barril pudiese ser abierto. Tras del viaje, Annie Taylor dijo a la prensa:

Así fuera con mi último aliento, advertiría a cualquiera no realizar la hazaña. Preferiría pararme a boca de cañón, sabiendo que me volaría en pedazos, que hacer otro viaje a las cataratas.

## Últimos años
Taylor ganó algo de dinero dando entrevistas en las que contaba su experiencia, pero nunca pudo concretar una gran fortuna, la cual gastó, en gran parte, pagando detectives privados que localizaran a  su representante, Fran M. Russel, quien escapó con su barril. Con el tiempo, este fue localizado en Chicago, lugar del cual desapareció definitivamente tiempo después.
Ella pasó los últimos años de su vida posando con turistas en fotografías y vendiendo recuerdos en un puesto de souvenirs, así como intentando ganar algo de dinero en la Bolsa de Valores de New York; asimismo, en 1906, habló de realizar un segundo salto sobre las cataratas, de escribir una novela o de retomar la película del salto que en 1901 trató de realizar (y la cual nunca fue vista). En esos años también trabajó de clarividente y administrando tratamientos terapéuticos magnéticos para la población local.

## Muerte

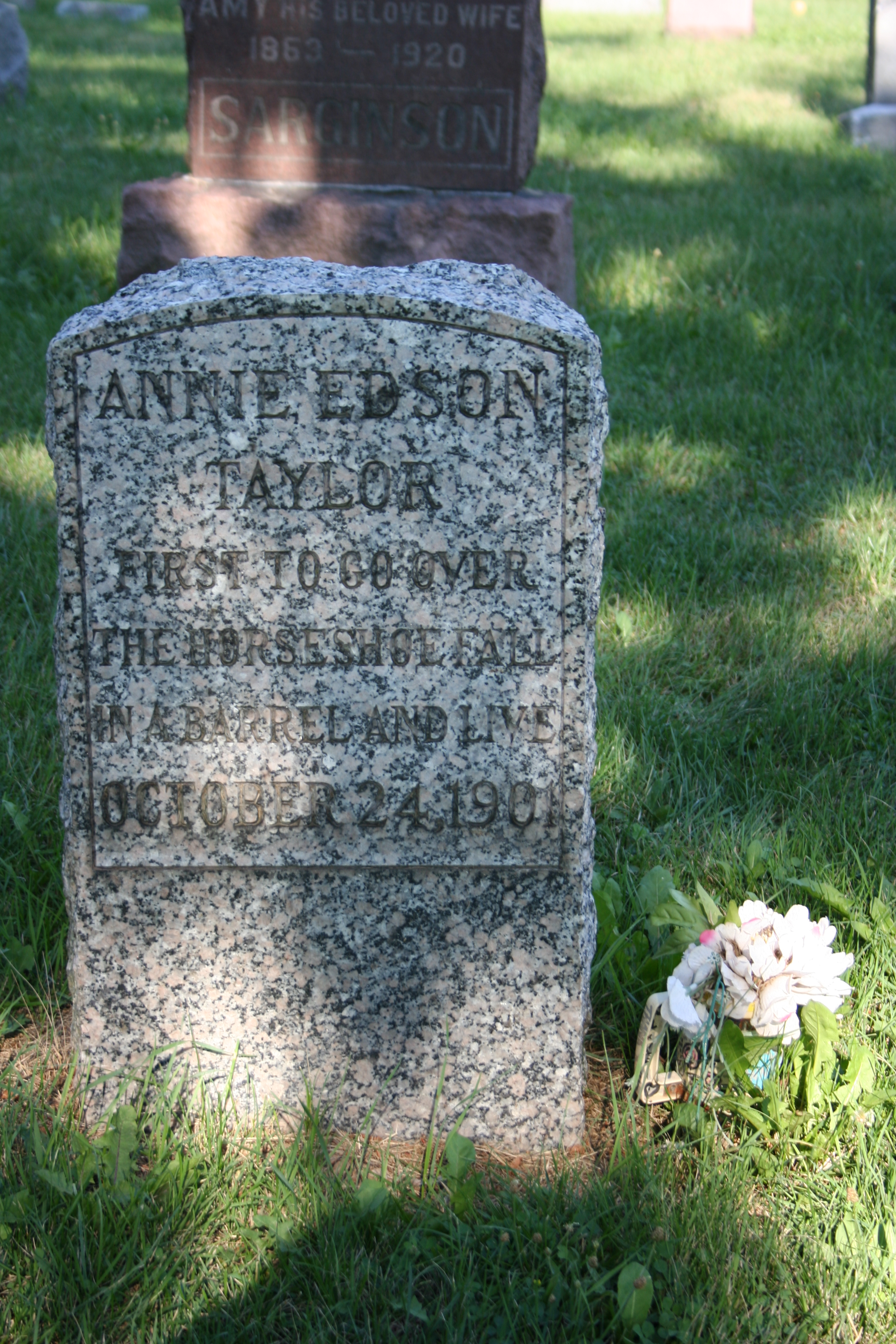
Tumba de Annie

Annie Taylor murió el 29 de abril de 1921 a la edad de 82 años en la enfermería del condado de Niagara en Lockport, Nueva York, y fue enterrada en la sección de "acróbatas" del cementerio de Oakwood en Niagara Falls, Nueva York.

## Cultura popular
Annie Edson Taylor es mencionada en el libro que describe la biografía de Espiridiona Cenda, conocida como Chiquita la muñaca viviente.
El personaje de Annie Taylor aparece en la película de tecnología IMAX Niagara: Miracles, Myths and Magic.
Emma Donoghue escribió una breve historia en la cual aparecen algunos descendientes de Taylor.
Legends of the Hidden Temple tuvo un episodio titulado "The Lucky Pillow of Annie Taylor."
El compositor Michael John LaChiusa escribió un musical de nombre "Queen of the Mist", basado en la vida de Taylor que se estrenó el 18 de octubre de 2011 en el The Transport Group en New York City y que protagonizó Mary Testa como Taylor.
La historia de Taylor inspiró el argumento del episodio "Barrel Bear" de la serie de televisión Wonderfalls.
Chris Van Allsburg escribió un libro para niños llamado "Queen of the Falls" en el cual relata la proeza de Annie.
Annie es retratada en Niagara Falls State Park por Kathleen Ordiway en el tour de nombre  "Encounter Niagara".
Annie también es representada en un especial de nombre "Conquering Niagara" en el cual la National Geographic documenta todos los saltos que ha habido sobre las Cataratas del Niágara
La obra de teatro de Alessandro Baricco Smith & Wesson retoma también la historia de Annie, representada en el personaje Rachel Green.